# Shigella
Shigella je rod gramnegativních, nesporulujících tyčinkovitých bakterií. Rod byl pojmenován po japonském bakteriologovi Kiyoshi Shigovi (1871–1957), který ho objevil v roce 1897. Bakterie jsou původci onemocnění shigelóza, tedy bacilární úplavice. Tato nemoc byla dosud zaznamenána jen u goril a lidí. Odhaduje se, že ročně způsobuje Shigella celosvětově 80–165 milionů případů, z čehož zřejmě až 600 000 postižených zemře. V Česku bývá ročně zaznamenáno asi 400 případů tohoto onemocnění (zvláště u dětí), které se projevuje mimo jiné silnými průjmy a krví ve stolici. Zdrojem infekce bývá nemocný nebo nakažená potrava a tekutiny, především mléko a voda.

## Klasifikace
Běžně se rod Shigella dělí do čtyř druhů, které jsou však tvořené více než 45 sérotypy.
- Séroskupina A: Shigella dysenteriae
- Séroskupina B: Shigella flexneri
- Séroskupina C: Shigella boydii
- Séroskupina D: Shigella sonnei